# Fornicia borneana
Fornicia borneana är en stekelart som först beskrevs av Joseph Augustine Cushman 1929.  Fornicia borneana ingår i släktet Fornicia och familjen bracksteklar. Inga underarter finns listade i Catalogue of Life.